# Bulgarische Eishockeyliga 1999/2000
Die Saison 1999/2000 war die 48. Spielzeit der bulgarischen Eishockeyliga, der höchsten bulgarischen Eishockeyspielklasse. Meister wurde zum insgesamt zwölften Mal in der Vereinsgeschichte der HK Slawia Sofia.

## Modus
In der Hauptrunde absolvierte jede der fünf Mannschaften insgesamt 16 Spiele. Der Erstplatzierte der Hauptrunde wurde Meister. Für einen Sieg erhielt jede Mannschaft zwei Punkte, bei einem Unentschieden gab es einen Punkt und bei einer Niederlage null Punkte.

## Hauptrunde
|    | Klub                | Sp | S  | U | N  | Tore   | Punkte |
| -- | ------------------- | -- | -- | - | -- | ------ | ------ |
| 1. | HK Slawia Sofia     | 16 | 12 | 4 | 0  | 93:36  | 28     |
| 2. | HK Lewski Sofia     | 16 | 12 | 2 | 2  | 129:30 | 26     |
| 3. | Akademik Sofia      | 16 | 8  | 2 | 6  | 103:78 | 18     |
| 4. | HK Metallurg Pernik | 16 | 4  | 0 | 12 | 73:94  | 8      |
| 5. | HK ZSKA Sofia       | 16 | 0  | 0 | 16 | 25:185 | 0      |

Sp = Spiele, S = Siege, U = unentschieden, N = Niederlagen, OTS = Overtime-Siege, OTN = Overtime-Niederlage, SOS = Penalty-Siege, SON = Penalty-Niederlage

## Auszeichnungen
Zum besten Torhüter der Saison wurde Konstantin Michailow von Lewski Sofia gewählt. Bester Verteidiger war Angel Stumbow und bester Stürmer Atanas Masliankow, beide vom Meister Slawia Sofia. Stojan Batschwarow von Lewski Sofia war Topscorer der Liga.